# 피그 부처링 사기
피그 부처링 사기(Pig butchering scam), 돼지 도살 사기는 피해자가 점차적으로 사기성 암호화폐 계획에 암호화폐 형태로 기부금을 늘리도록 유도하는 일종의 장기 사기 및 투자 사기이다. 소셜 앱에서 흔히 볼 수 있다. 2023년 10월 데이트 앱을 사용하는 미국인 중 12%가 피해자였다. 이는 2018년 5%에서 증가한 수치이다. 사기꾼은 온라인 커뮤니케이션을 통해 피해자와 신뢰를 쌓은 후 사기성 암호화폐 계획에 투자하도록 설득한다. 피해자의 "도살"은 그들의 자산이나 자금이 도난당할 때 발생한다.
이 사기는 2016년 이전에 중화인민공화국에서 시작되었으며, 코로나19 범유행으로 인해 동남아시아에서 확산되었다. 가해자는 일반적으로 사기 공장의 피해자로서 허위로 국제 여행을 하도록 유인되어 다른 장소로 인신매매되고 조직 범죄 조직에 의해 사기를 저지르도록 강요받는다.

## 같이 보기
- 로맨스 스캠
- 사이버 범죄